# Salluit
Salluit (inuktitut: ᓴᓪᓗᐃᑦ) är en nordlig bykommun (municipalité de village nordique) och tätort (centre de population) i provinsen Québec i Kanada. Den ligger i regionen Nord-du-Québec, i den östra delen av landet, 1 900 km norr om huvudstaden Ottawa. Antalet invånare vid folkräkningen 2021 var 1 580 i kommunen och 1 107 i tätorten.